# Номинальный ток
Номинальный ток — наибольший допустимый по условиям нагрева токопроводящих частей и изоляции ток, при котором оборудование может работать неограниченно длительное время.
Номинальный ток является одним из основных параметров практически любого электрооборудования (выключателей, трансформаторов, ЛЭП, шин, силовых розеток и т. д.) и указывается в его паспорте.
В ПУЭ используется термин допустимый длительный ток для выбора сечений проводников по нагреву.
Ряд номинальных токов электрооборудования, А (по ГОСТ 6827-76).
| 0,0001 | 0,001  | 0,01  | 0,1  | 1,0  | 10   | 100 | 1000 | 10 000 (11 200) | 100 000 (112 000) |
|        | 0,0012 | 0,012 | 0,12 | 1,25 | 12,5 | 125 | 1250 | 12 500 (14 000) | 125 000 (140 000) |
|        | 0,0016 | 0,016 | 0,16 | 1,6  | 16   | 160 | 1600 | 16 000 (18 000) | 160 000 (180 000) |
| 0,0002 | 0,002  | 0,02  | 0,2  | 2,0  | 20   | 200 | 2000 | 20 000 (22 500) | 200 000 (225 000) |
|        | 0,0025 | 0,025 | 0,25 | 2,5  | 25   | 250 | 2500 | 25 000 (28 000) | 250 000           |
| 0,0003 | 0,003  | 0,03  | 0,3  | 3,15 | 31,5 | 315 | 3150 | 31 500 (35 500) |                   |
| 0,0004 | 0,004  | 0,04  | 0,4  | 4,0  | 40   | 400 | 4000 | 40 000 (45 000) |                   |
| 0,0005 | 0,005  | 0,05  | 0,5  | 5,0  | 50   | 500 | 5000 | 50 000 (56 000) |                   |
| 0,0006 | 0,006  | 0,06  | 0,6  | 6,3  | 63   | 630 | 6300 | 63 000 (71 000) |                   |
| 0,0008 | 0,008  | 0,08  | 0,8  | 8,0  | 80   | 800 | 8000 | 80 000          |                   |

1. Настоящий ряд распространяется на электрооборудование и приемники электрической энергии, для которых основным параметром является номинальный ток.
2. По согласованию между потребителем и изготовителем допускается применение токов 37 500, 75 000 и 150 000 А для преобразовательных агрегатов и предназначенных для них трансформаторов.
3. Значения токов, указанные в скобках, в новых разработках не применяются.
4. Для существующего электрооборудования по согласованию между потребителем и изготовителем допускается применять токи 1400 и 2240 А.
5. Из перечисленных в таблице значений токов предпочтительными являются следующие: 1; 1,6; 2,5; 4; 6,3 А, а также десятичные кратные и дольные значения этих токов.
6. Для трансформаторов тока допускается принимать кроме указанных в таблице также следующие значения токов: 15; 30; 60; 75; 120 А, а также десятичные кратные значения этих токов.